# Обая
Обая или членувано Обаята (на гръцки: Αγριόλευκα, Агриолевка, до 1927 година Ουμπαγιά, Убая) е бивше село в Република Гърция, разположено на територията на дем Синтика, област Централна Македония.

## География
Обая е било разположено в Сярското поле, на 4 километра южно от Ветрен (Нео Петрици). Състои се от две махали – Горна и Долна Обая.

## История

### Етимология
Според Йордан Н. Иванов името е от турски: oba „катун, временно местожителство на бежанци“.

### В Османската империя
В края на XIX век Обая е българско село, спадащо към Демирхисарската каза на Серски санджак. В „Етнография на вилаетите Адрианопол, Монастир и Салоника“, издадена в Константинопол в 1878 година и отразяваща статистиката на населението от 1873 г., Долна обасъ (Dolna-obassi) е посочено като селище в Сярска каза с 25 домакинства, като жителите му са 80 българи, а Горна Обая (Gorna-obaya) – като селище в Демирхисарска каза с 80 семейства и 270 жители българи.
Според статистиката на Васил Кънчов („Македония. Етнография и статистика“) в 1900 година в Овая живеят 210 турци, а в Долна Ова – 180 българи. И двете села са посочени в Сярска каза.
Всички жители на селото са под върховенството на Българската екзархия. По данни на секретаря на екзархията Димитър Мишев („La Macédoine et sa Population Chrétienne“) в 1905 година в Обая (Obaïa) има 280 българи екзархисти и в селото работи българско училище с 1 учител и 15 ученици.

### В Гърция
През Балканската война в 1912 селото е освободено от Седма пехотна рилска дивизия на българската армия, но след Междусъюзническата война от 1913 година остава в пределите на Гърция. Част от българското население на Обая се изселва. В 1928 година Обая е местно-бежанско село с 45 бежански семейства и 201 души. Селото е закрито в 1960 година.

## Личности
Родени в Обая
- Динчо Вретенаров (1886 – 1924), български революционер, деец на ВМРО, убиец на Тодор Александров
- Илия Коларов (1891 – 1922), български революционер, деец на ВМОРО и ВМРО
- Танчо Филипов (1892 – 1924), български революционер, деец на ВМРО, загинал в Горноджумайските събития[8]